# Écoust-Saint-Mein British Cemetery
Le Écoust-Saint-Mein British Cemetery  ou cimetière militaire d'Écoust-Saint-Mein  est un cimetière militaire de la Première Guerre mondiale, situé sur le territoire de la commune de Écoust-Saint-Mein, dans le département du Pas-de-Calais, au sud d'Arras.
Trois autres cimetières britanniques sont implantés sur le territoire de la commune: Écoust Military Cemetery , H.A.C. Cemetery  et L'Homme Mort British Cemetery.

## Localisation
Ce cimetière est situé à la sortie nord-ouest du village, rue Marceau-Dupuis, à une centaine de mètres du cimetière communal.

## Histoire

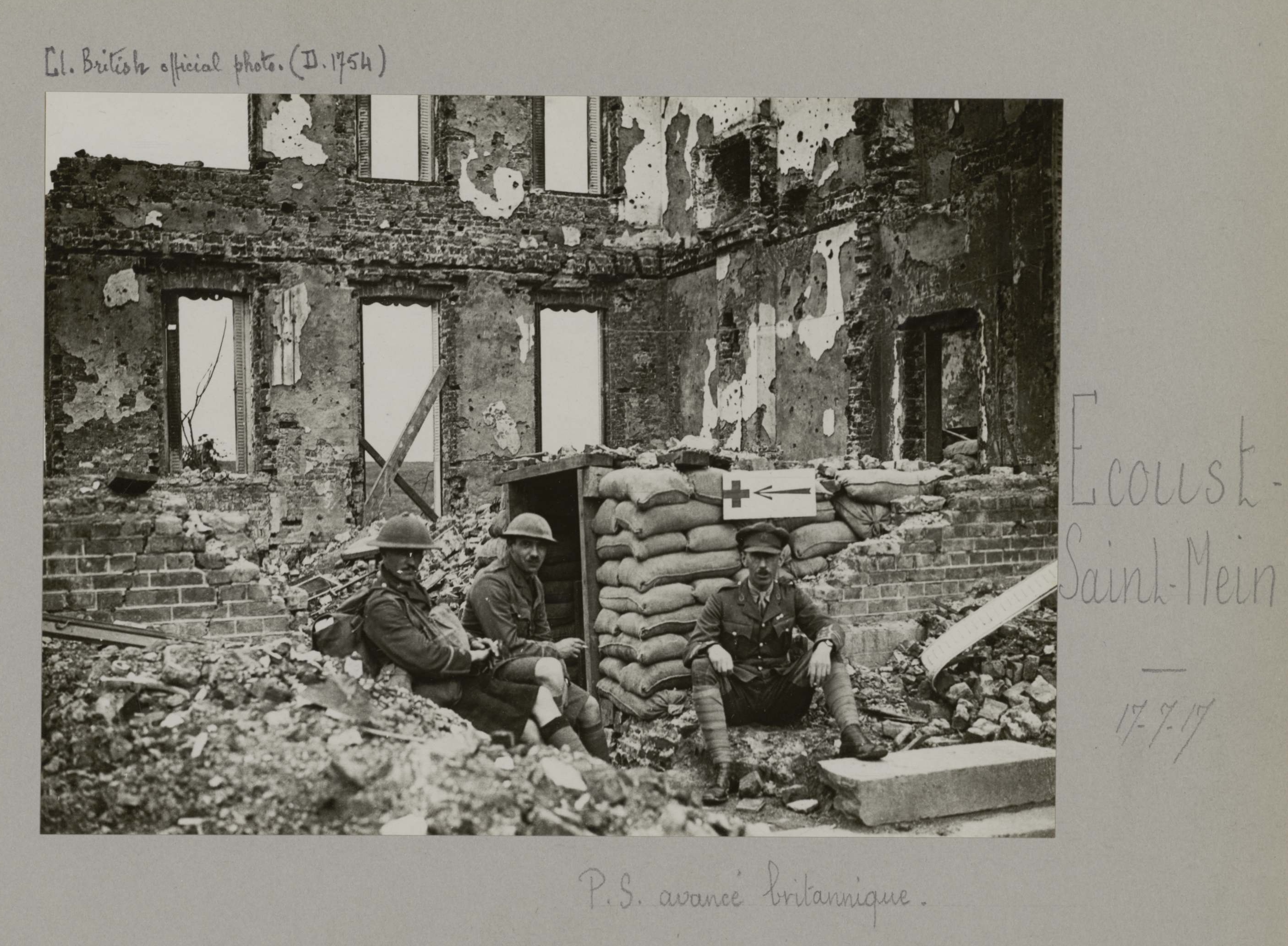
Soldats britanniques dans les ruines
d'Ecoust-Saint-Mein en juillet 1917.

Aux mains des Allemands dès fin août 1914, le village restera loin des combats jusqu'en mars 1917, date à laquelle les Allemands  évacueront tous les habitants et détruiront complètement les habitations pour transformer la zone en un no man's land à la suite de leur retrait sur la ligne Hindenburg.
Les ruines du village sont alors attaquées par la  7e division britannique en mars 1917 et prises le 2 avril. Le secteur fut de nouveau perdu le 21 mars 1918 lors de l'offensive du Printemps de l'armée allemande et repris définitivement par la 45e London Division le 28 août suivant, après de violents combats.
Le cimetière britannique est commencé en avril 1917 pour inhumer les soldats victimes des combats. Il contient 151 sépultures de la Première Guerre mondiale, dont huit non identifiées.

## Caractéristiques
Ce cimetière a un plan carré de 15 m sur 15. Il est clos par un muret de briques. Le cimetière a été conçu par l'architecte britannique William Harrison Cowlishaw.

## Galerie

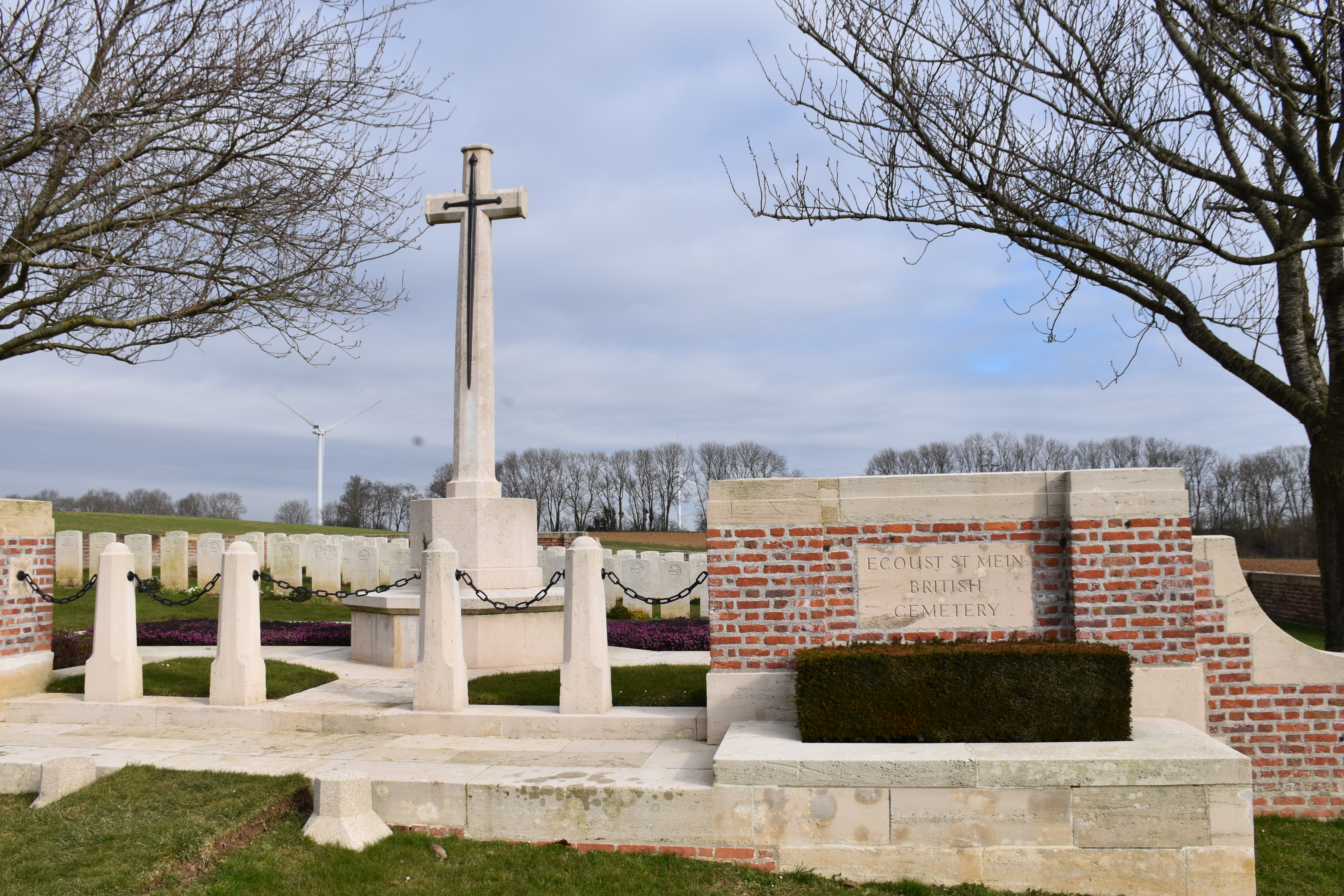
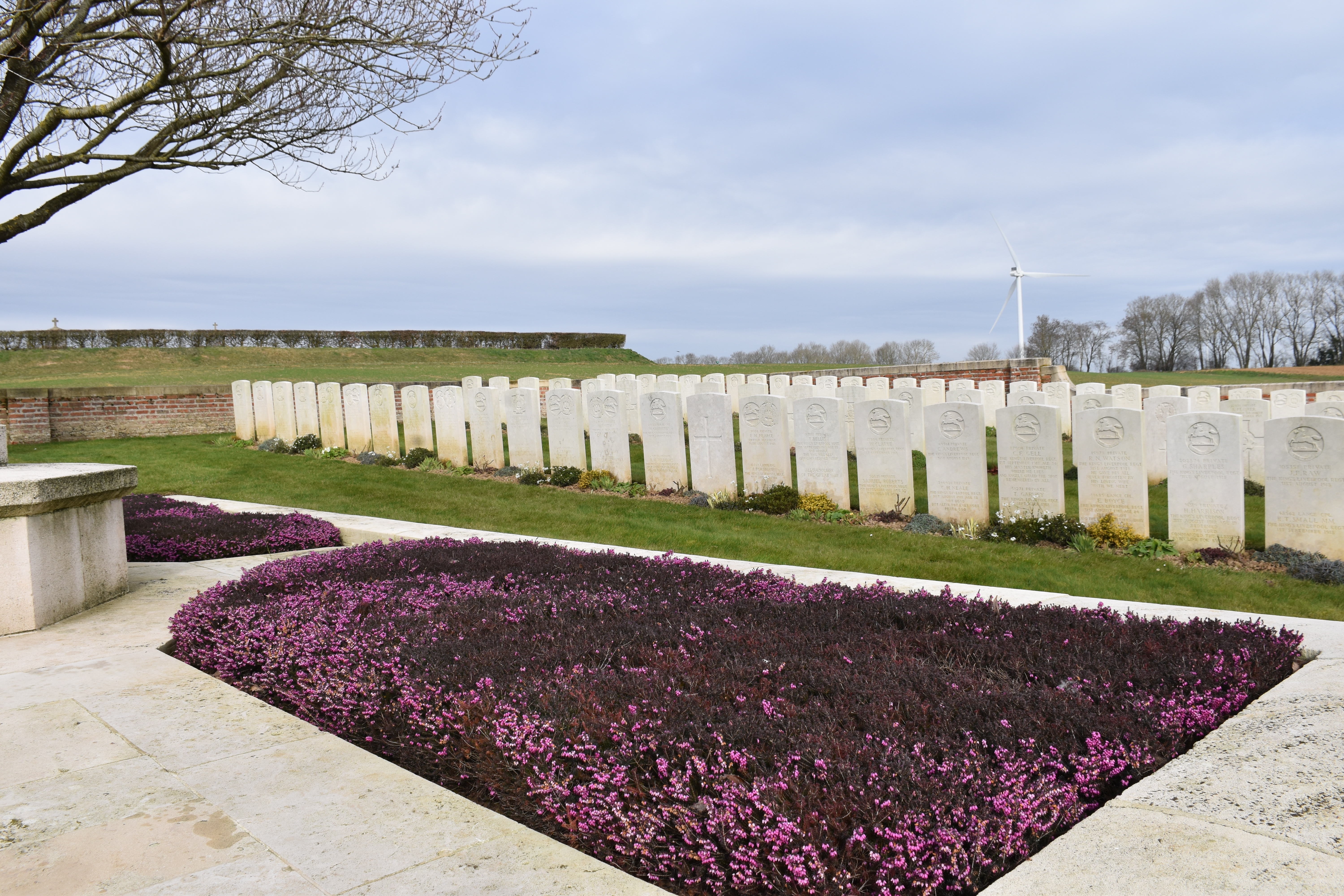
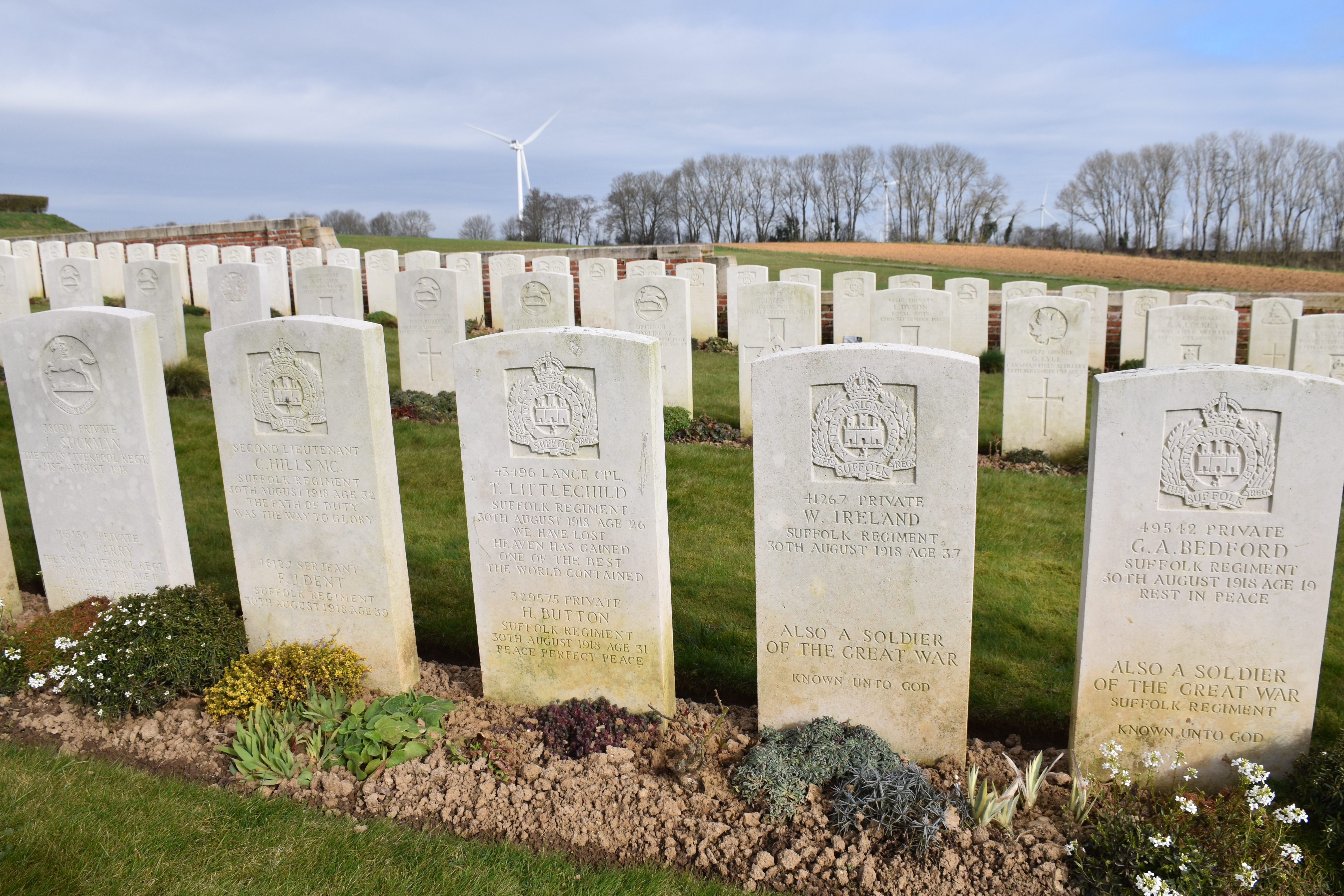
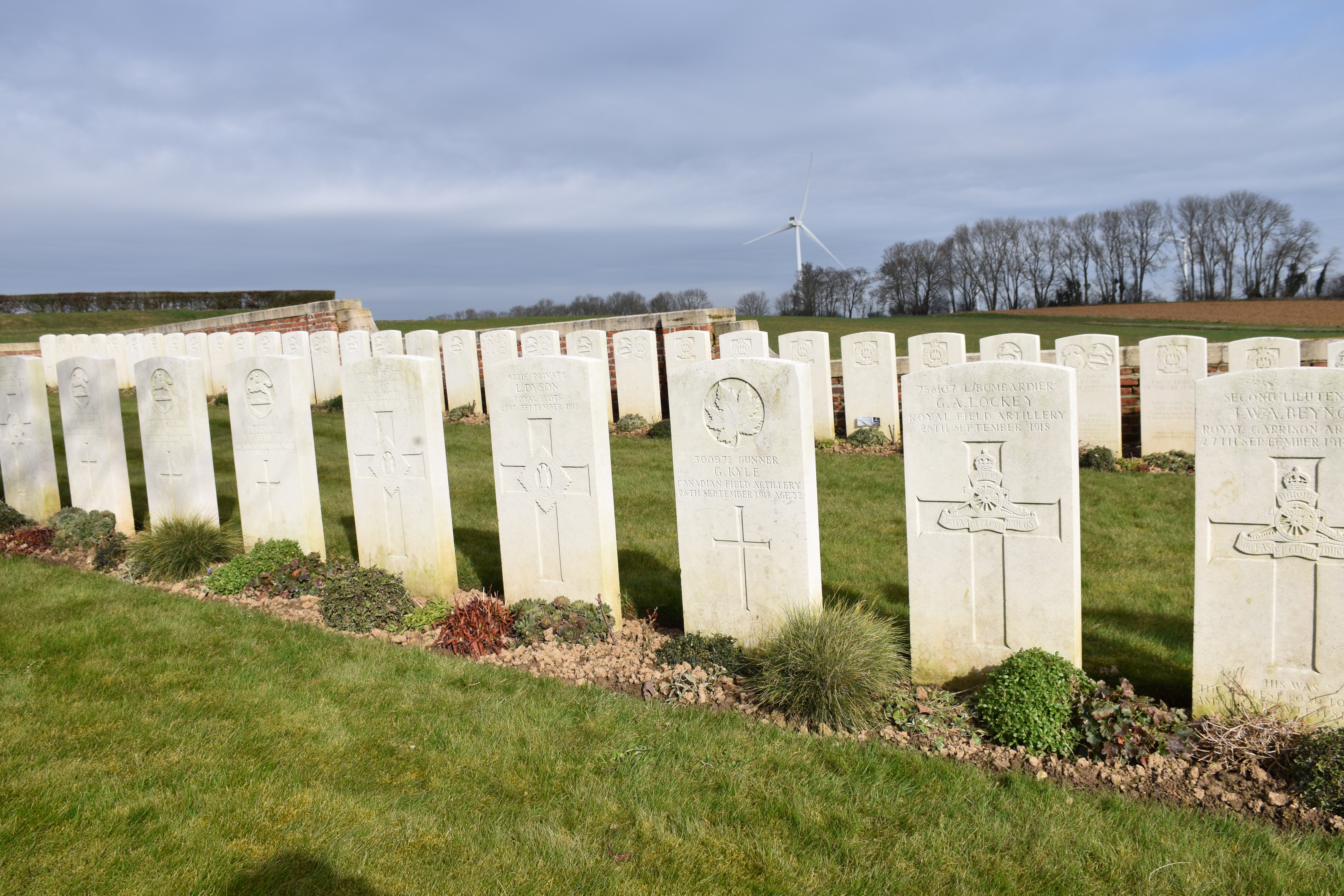
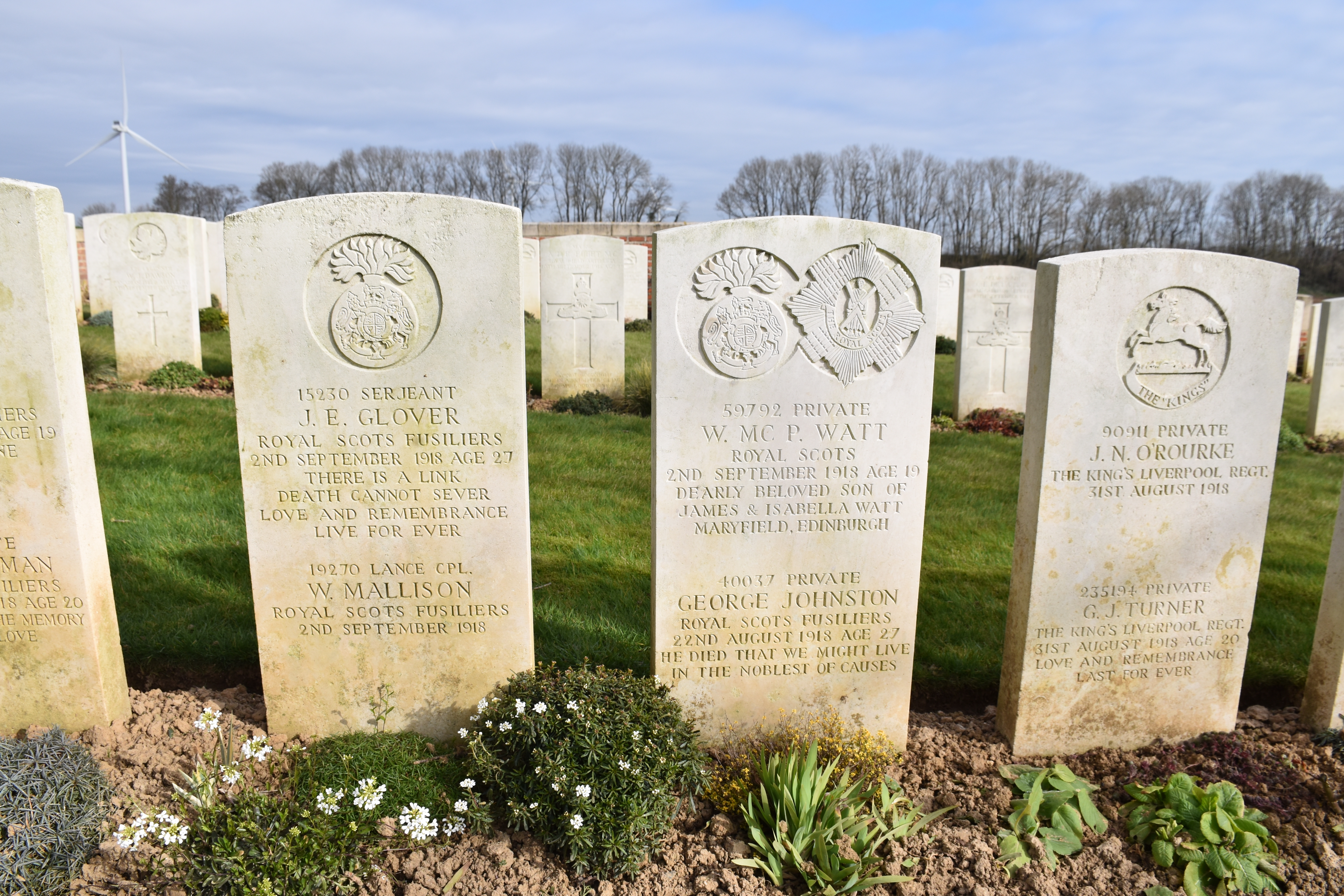
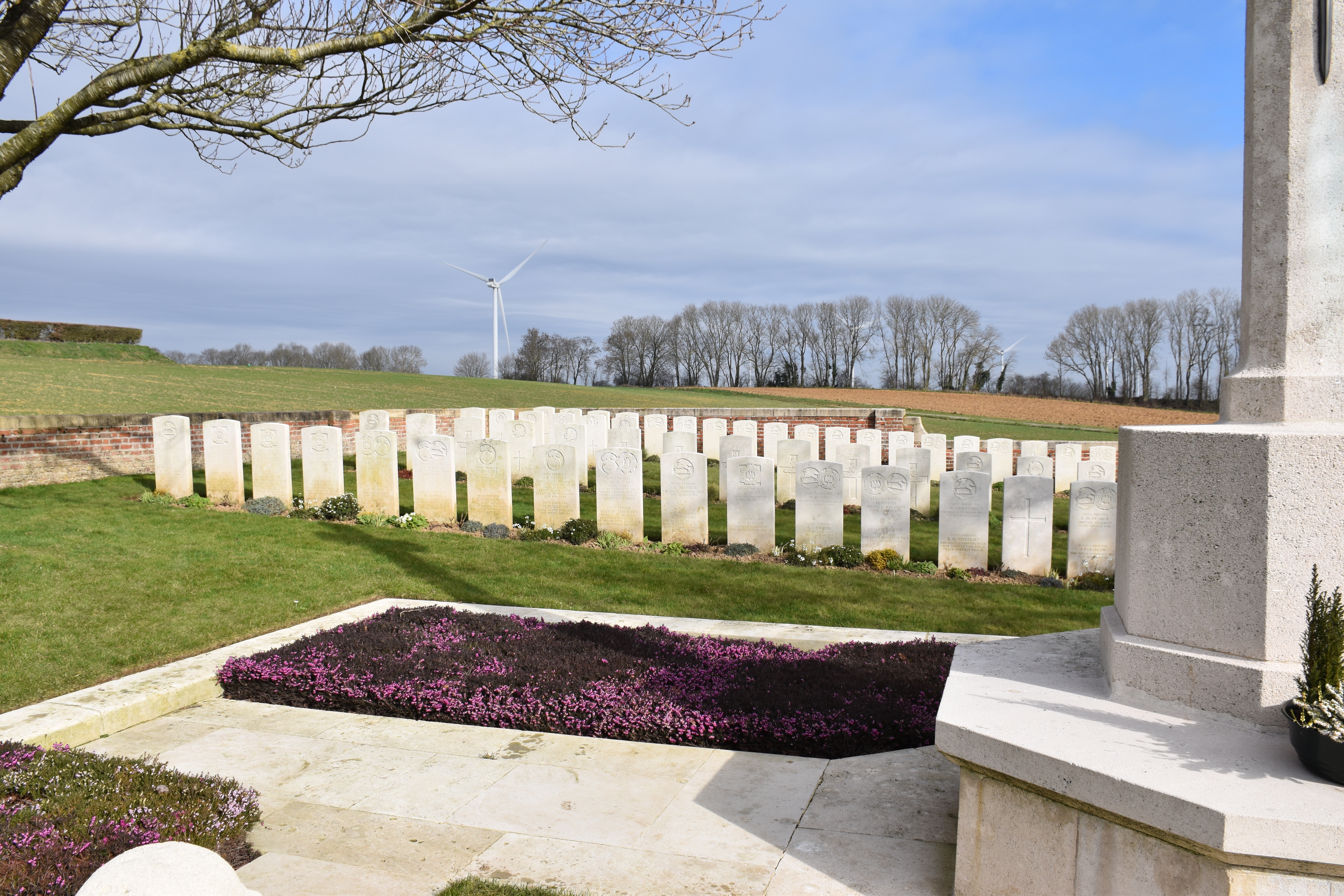

## Sépultures
| Pays        | Sépultures |
| ----------- | ---------- |
| Royaume-Uni | 145        |
| Canada      | 6          |
| Total       | 151        |

## Pour approfondir